# Escudo de la provincia de Ávila

Escudo de la Provincia de Ávila, versión sin los lambrequines que suelen aparecer adormando el escudo.

El escudo empleado por la Diputación Provincial de Ávila, que puede considerarse como provincial, reúne los blasones de las poblaciones de la provincia que eran cabeza de los sus partidos judiciales (los partidos de Cebreros y El Barco fueron suprimidos).

## Descripción heráldica
Escudo cuartelado:
- En el primer cuartel, de plata, un castillo de oro almenado, mamposteado de sable, ardiendo, que es el de Arenas de San Pedro;
- El segundo, cuartelado: en el primer y cuarto cuartel de plata terrasado de sínople, una corneja pasante en su color natural, en el segundo y tercero de oro terrasado de sínople, dos árboles arrancados en su color natural que es el de Piedrahíta;
- En el tercero, de azur, un castillo de oro almenado, mamposteado de sable acompañado de un caballero de plata, montado sobre un caballo del mismo metal (color) y armado en su diestra con una lanza (también de plata) que es el de Arévalo;
- En el cuarto, de plata terrasado de sínople, una cebra pasante en su color natural que es el de Cebreros;

Entado en punta de azur ; un puente de oro de tres ojos, mamposteado de sable sobre ondas de agua de azur y plata acompañado de una barca de oro surmontada de una cruz latina de plata en el arco del centro que es de Barco de Ávila.
Sobre el todo en escusón de gules: el ábside de la Catedral de Ávila en plata, mamposteada de sable, aclarada de lo mismo, en el cimborrio de la misma el rey Alfonso VII en su color natural con manto de armiño, portando una corona de oro, una espada de plata en su diestra y un orbe de azur y oro en su siniestra; en la punta, escrita en letras de sable, la leyenda: «Ávila del Rey» que es el escudo de Ciudad de Ávila.
El todo rodeado por lambrequines de plata.
Al timbre corona real cerrada que es un círculo de oro, engastado de piedras preciosas, compuesta de ocho florones de hojas de acanto, visible cinco, interpoladas de perlas y de cuyas hojas salen sendas diademas sumadas de perlas, que convergen en el mundo de azur, con el semimeridiano y el ecuador en oro, sumado de cruz de oro. La corona forrada de gules o rojo.